# Melekeok (stan)
Melekeok – jeden ze stanów Palau. Liczy ok. 400 mieszkańców.